# Попит, Франце
Франце Попит (словен. France Popit, партизанский псевдоним Йокл, словен. Jokl) (2 ноября 1921 года, Врхника, Королевство сербов, хорватов и словенцев — 25 января 2013 года, Республика Словения) — югославский политический, общественный, профсоюзный и военный деятель словенского происхождения. Председатель Президиума Социалистической республики Словения (1984—1988), Председатель Президиума ЦК Союза коммунистов Словении (1969—1982). Участник Народно-освободительной войны. Герой Социалистического труда СФРЮ.

## Биография
Родился 2 ноября 1921 года в городе Врхника. В 1936 году вступил в Союз коммунистической молодёжи Югославии, а летом 1940 года, будучи учеником гимназии — в КПЮ.
Активно принимал участие в Народно-освободительной борьбе, будучи секретарём окружного комитета КПЮ, инструктором ЦК Коммунистической партии Словении и комиссаром оперативной зоны.
После войны перешёл на управленческую работу, занимал посты Генерального секретаря Президиума Правительства Народной республики Словения, министра лесного хозяйства НР Словении, члена республиканского Исполнительного веча, секретаря по труду Союзного исполнительного веча, секретаря ЦК СК Словении в Крани и Любляне.
С 1963 по 1966 года занимал пост Председателя республиканского веча Союза синдикатов Словении и члена Центрального веча Союза синдикатов Югославии, после чего был переведён на партийную работу, став секретарём Исполнительного комитета ЦК СК Словении.
Входил в состав комиссии под председательством Крсте Црвенковски, которая после Брионского пленума 1966 года расследовала деятельность Александра Ранковича и Светислава Стефановича во главе силовых структур ФНРЮ.
С марта 1969 по апрель 1982 года — Председатель Президиума ЦК Союза коммунистов Словении. Представляя умеренно-ортодоксальное крыло партии, выступал против углубления реформ, начатых правительством Стане Кавчича. После событий 1971 года в Хорватии содействовал Тито и Карделю в смещении Кавчича, подозревая его в излишне либеральных взглядах. Однако уже произведённые тем экономические преобразования в духе свободного рынка не были отменены, при этом Попит полагал, что в экономических вопросах должна присутствовать политика и связанное с ней удовлетворение государственных интересов.
С 7 мая 1984 года по 6 мая 1988 года — Председатель Президиума Социалистической республики Словения. Проводил умеренно-консервативную политическую линию, выступая за сохранение Словении в составе СФРЮ, но при расширении её прав. Активно способствовал развитию свободы слова и плюрализму мнений. После того, как на X съезде СК Словении (1986) руководство партией перешло к сепаратистски настроенному Милану Кучану, выступал против сецессионистских процессов. В феврале 1989 года Попит направил в ЦК СКС письмо, в котором заявил, что партия, даже не придерживаясь «проповеди», должна сохранять контроль над судебной системой, милицией и армией. Большая часть членов ЦК не одобрила позицию Попита, однако это никак не повлияло на его положение в партии.
На всех послевоенных съездах Коммунистической партии Словении и Союза коммунистов Словении избирался в состав Центрального комитета партии, на VIII съезде Союза коммунистов Югославии (1964) стал членом ЦК СКЮ, а IX съезд СКЮ (1969) избрал Попита в состав Президиума ЦК. Депутат республиканской Скупщины до 1967 года, далее неоднократно избирался в состав Союзной скупщины. Член Исполнительного совета Главного комитета Социалистического союза трудового народа Словении и Комиссии ЦК СК Словении по народной обороне и общественной самообороне.
После отставки жил в Приморье, не принимая участия в политической жизни независимой Словении.
Скончался 25 января 2013 года в возрасте 92 лет.
Был женат на Звонко Поточник-Марице — вдове Народного героя СФРЮ Макса Печара, в браке родились двое сыновей.

## Награды
Был награждён Орденом Героя Социалистического труда СФРЮ, орденом Братства и единства с золотым венком, Орденом Республики с золотым венком, Партизанским памятным знаком 1941 года, а также медалями.